# RW Андромеды
RW Андромеды (лат. RW Andromedae), HD 4489 — одиночная переменная звезда* в созвездии Андромеды на расстоянии (вычисленном из значения параллакса) приблизительно 1375 световых лет (около 422 парсеков) от Солнца. Видимая звёздная величина звезды — от +15,7m до +7,9m.

## Характеристики
RW Андромеды — красный гигант, пульсирующая переменная S-звезда, мирида (M) спектрального класса M5e-M10e(S6,2e), или S6,2e, или M5(S), или Md. Радиус — около 26,7 солнечных, светимость — около 127,367 солнечных. Эффективная температура — около 3752 K.